# Stefania Bril
Stefania Bril (Gdansk, 25 de agosto de 1922 – São Paulo, 21 de setembro de 1992), foi uma fotógrafa, jornalista e crítica de arte. Foi a criadora da Casa da Fotografia Fuji, juntamente com a Fujifilm Brasil.

## Biografia
Teve sua educação primária e secundária em Varsóvia. Formou-se em ciências e química pela Université Libre de Bruxelles, em Bruxelas, na Bélgica, em 1950. Trabalhou juntamente com a professora Slotta na Endoquímica, e com K. J. Bril, em química de terras raras, urânio e tório na Orquima em São Paulo, entre os anos de 1950 e 1963. Naturalizou-se brasileira em 1955. Em 1969 entra em contato pela primeira vez com a linguagem fotográfica através de um curso no Enfoco, dando início à sua carreira de fotógrafa, jornalista e crítica de arte. Em 23 de agosto de 1990 criou, juntamente com a Fujifilm Brasil, a Casa da Fotografia Fuji, onde foi coordenadora até junho de 1992. Stefania faleceu em São Paulo em setembro de 1992 por complicações de hepatite, deixando o esposo e duas filhas.
Desde 1979, Stefania trabalhou como freelancer para o jornal O Estado de S. Paulo em seu suplemento cultural; ela colaborou também com o Jornal da Tarde e várias outras publicações brasileiras como Iris-foto, A Galeria e Shalom. Ocasionalmente, seus artigos foram publicados em Photo-Vision (Espanha), European Photography (Alemanha), Perspectief (Países Baixos) e Camera International (França).

## Obra
Stefania discutiu em suas publicações todos os aspectos da imagem fotográfica: social, ético, estético e filosófico, dando uma ênfase especial ao fotojornalismo: a história, verdades e mentiras, objetividade e subjetividade, a manipulação da imagem; ela discute a relação entre fotógrafos e o assunto fotografado; ela considera questões complexas referentes à leitura de imagem e àquelas sobre a interação entre texto e fotografia.
| Como fotógrafa, Stefania participou de nove individuais e dez exibições coletivas. Ela tem fotografias em várias coleções individuais: Biblioteca Nacional da França, Bibliothéque Publique d'Information at the Pompidou Center in Paris, Museum of Modern Art em Nova Iorque e Conselho Mexicano de Fotografia na Cidade do México. Como jornalista, Stefania publicou entrevistas com fotógrafos renomados do Brasil e de outros países; ela participou de inúmeros debates, mesas redondas, além de apresentar conferências, oficinas e entrevistas de rádio e televisão relacionadas ao seu trabalho e aos livros e exposições que ela promoveu, editou e organizou. |

## Exposições
Exposições entre 1970 e 1993:
| 1970  |                                                              | Clube Hípico de Santo Amaro, São Paulo, Brazil (BR) |
|       | Clic                                                         |                                                     |
| 1971  | Galeria de Arte Alberto Bonfiglioli, São Paulo. (BR)         |                                                     |
|       | Gens                                                         |                                                     |
|       | Festival de Inverno de Campos do Jordão, São Paulo, (BR)     |                                                     |
|       | Danseuses et mains                                           |                                                     |
| 1972  | Galeria Fotóptica, São Paulo, (BR)                           |                                                     |
|       | Les mains                                                    |                                                     |
| .1973 | Photo-Galerie, Rio de Janeiro, (BR)                          |                                                     |
| .1974 | Galeria Alberto Bonfiglioli, São Paulo, (BR)                 |                                                     |
|       | Les photos du livre ENTRE                                    |                                                     |
|       | Galeria Alberto Bonfiglioli, São Paulo, (BR)                 |                                                     |
|       | Photogalerie                                                 |                                                     |
|       | Centre Municipal de Arte, Campos do Jordão, (BR)             |                                                     |
|       | 7 Artistes                                                   |                                                     |
| .1975 | Galerie Fotóptica, São Paulo, (BR)                           |                                                     |
|       |                                                              | Flagrants de São Paulo et de l'étranger             |
|       | XIII Bienal de São Paulo, artista convidada, São Paulo, (BR) |                                                     |
|       | Festival de Inverno, Campos do Jordão, São Paulo, (BR)       |                                                     |
| .1976 | Galerie Actualité, São Paulo (BR)                            |                                                     |
|       | Israel-Gens                                                  |                                                     |
| .1977 | Galeria Alberto Bonfiglioli, São Paulo (BR)                  |                                                     |
|       | Flagrants du Brésil et de l'étranger                         |                                                     |
|       | Galeria de Arte do Centro de Convenções, Campinas (BR)       |                                                     |
|       | Flagrants du Brésil et de l'étranger                         |                                                     |
| .1978 | I Rencontres Photographiques, Campos de Jordão, (BR)         |                                                     |
|       | Galerie Ao Gosto, São Paulo, (BR)                            |                                                     |
|       | Lancement des cartes postales                                |                                                     |
| .1979 | II Rencontres Photographiques, Campos de Jordão, (BR)        |                                                     |
|       | Femmes Photographes                                          |                                                     |
| .1981 | II Colloque Latino-Americain de Photographie, México, (MEX)  |                                                     |
| .1983 | Centre Georges Pompidou, Paris, (FR)                         |                                                     |
|       | Brésil des Brésiliens                                        |                                                     |
| .1993 | Casa da Fotografia Fuji, São Paulo, (FR)                     |                                                     |
|       | Centre d'Art de Aché Ind. Farm., Guarulhos (BR)              |                                                     |
|       | Museu municipal de Santos, Santos, (BR)                      |                                                     |
|       | Pinacoteca de São Paulo, São Paulo, (BR)                     |                                                     |